# すか (漫画家)
すかは、日本の漫画家、イラストレーター。主に4コマ漫画を執筆している。筆名は空を意味する英語スカイ（sky）に由来する。
伺かのデフォルトゴースト「さくら」（2代目）や、伺かの製作者による同人サークルしろくま屋のシューティングゲーム「RAY-KUDRYAVKA」シリーズのキャラクターデザインを担当した。

## 作品
- ひろなex.『まんがタイムきららMAX』2005年10月号 - 2014年2月号に連載、単行本全5巻
- だめ×スパイラル『まんがタイムきららweb』連載、単行本未発行
- ななかのふーりる『フロムゲーマーズ』連載終了、単行本未発行
- 空の休息『4コマnanoエース』連載終了、単行本全1巻（ISBN 978-4-04-120891-5）